# مارك وارن (حكم كرة قدم)
مارك وارن (بالإنجليزية: Mark Warren)‏ هو حكم كرة قدم بريطاني، ولد في 4 يناير 1960 في والسال في المملكة المتحدة.